# أندرو هولاندر
أندرو هولاندر (بالإنجليزية: Andrew Hollander)‏ هو ملحن وكاتب أغاني ومنتج أسطوانات أمريكي، ولد في 1950 في ويست أورنج في الولايات المتحدة.

## وصلات خارجية
- أندرو هولاندر على موقع IMDb (الإنجليزية)
- أندرو هولاندر على موقع ميوزك برينز (الإنجليزية)
- أندرو هولاندر على موقع أول ميوزيك (الإنجليزية)
- أندرو هولاندر على موقع قاعدة بيانات الفيلم (الإنجليزية)